# Хрељићи (Калиновик)
Хрељићи су насељено мјесто у општини Калиновик, Република Српска, БиХ. Према попису становништва из 1991. у насељу је живјело 48 становника. Према попису становништва из 2013. у насељу је живјело 2 становника.

## Географија
Хрељићи су село планинског карактера. Налазе се на надморској висини од преко 1250 метара на падинама Трескавице.

## Становништво
| Демографија | Демографија | Демографија |
| Година      | Становника  | Становника  |
| ----------- | ----------- | ----------- |
| 1961.       | 78          |             |
| 1971.       | 94          |             |
| 1981.       | 59          |             |
| 1991.       | 48          |             |
| 2013.       | 2           |             |